# Thomas May (Dichter)
Thomas May (* 1595 in England; † 13. November 1650 in London) war ein englischer Schriftsteller, Dichter und Historiker, der nicht nur durch seine Gedichte, sondern insbesondere durch die von ihm verfasste Geschichte des sogenannten Langen Parlaments bekannt wurde.
Der Sohn von Sir Thomas May aus Mayfield in Sussex studierte seit 1609 am Sidney Sussex College der University of Cambridge und erwarb dort 1612 einen Bachelor of Arts (B.A.). 1615 erhielt er seine Zulassung als Rechtsanwalt durch die Anwaltskammer von Gray’s Inn. Nachdem sein Vater wegen finanzieller Schwierigkeiten den Familienbesitz verkaufen musste, begann er seine schriftstellerische Laufbahn.
Sein Debüt gab er 1620 mit der glänzend konstruierten Komödie The Heir, wahrscheinlich das zur gleichen Zeit verfasste Bühnenwerk The Old Couple erst 1658 in gedruckter Form erschien. Seine anderen dramatische Werke sind klassische Tragödien über historische Personen wie Antigone, Kleopatra und Agrippina. Teilweise wird angenommen, dass auch die 1624 anonym erschienene Tragödige über Nero, die später in Arthur Henry Bullens Old English Plays and the Mermaid Series nachgedruckt wurde, ihm zuzurechnen ist. Sein bekanntestes Werk auf dem Gebiet der schönen Literatur ist jedoch seine 1627 erschienene Übersetzung und Übertragung des Epos De bello civili Lucans in heldenhafte Couplets. Der Erfolg veranlasste ihn eine Fortsetzung von Lucanus Werk bis zum Tode Caesars zu verfassen.
Bald darauf wurde König Karl I. sein Förderer. Er beauftragte ihn mit dem Verfassen einer Geschichte der Könige Heinrich II. und Eduard III. in Versform, die 1635 von May vollendet wurde.
Als der damalige Lord Chamberlain of the Household William Herbert, 3. Earl of Pembroke May auf einem Fest beleidigte, stellte König Karl I. May unter seinen persönlichen Schutz als seinen Poeten, worauf-hin der Earl of Pembroke sich bei ihm entschuldigen und eine Entschädigung von fünfzig Pfund zahlen musste. Dieses Zeichen der königlichen Gunst weckte die Erwartung, dass ihm die Titel des Poet Laureate and City Chronologer nach dem Tode von Ben Jonson verliehen würden. Nachdem allerdings William Davenant diese Ämter übernommen hatte, verließ May enttäuscht den königlichen Hof und wurde 1646 einer der Sekretäre des Langen Parlaments. In dieser Funktion veröffentlichte er 1647 mit The History of the Long Parliament sein bekanntestes Werk.
In dieser offiziellen Verteidigungsschrift stellte er Fakten zusammen, ohne jedoch Partei für eine politische Richtung zu ergreifen oder seine eigene Meinung darzustellen. Auch wenn May auf Schmähungen verzichtete, gelang es ihm jedoch, seine eigene Ansicht durch „Unterlassung, Beschönigung oder Unterstellung“ darzulegen, so später der französische Historiker François Guizot. Derartige zeitgenössische Anschuldigungen wurden von May übersehen, der in seinem Vorwort ausführte, dass es an der persönlichen Vertrautheit lag, dass er mehr Informationen über die Parlamentarier darstellte als über deren Gegner.
1650 folgte mit Breviary of the History of the Parliament of England ein in Englisch und Latein verfasstes weiteres Werk mit einer diesmal offensichtlicheren Parteilichkeit hinsichtlich der Verteidigung der unabhängigen Parlamentarier. Diese zeitliche Darstellung endete kurz vor der Hinrichtung von König Karl I. am 30. Januar 1649, wobei diese „Unterwürfigkeit“ gegenüber Oliver Cromwell nicht ganz freiwillig schien.
Im Februar 1650 wurde er unter starker Bewachung nach London gebracht, nachdem ihm die Verbreitung falscher Berichte gegen Cromwell und das von ihm verkleinerte Parlament, das sogenannte Rumpfparlament, vorgeworfen wurde. Nach seinem Tode am 13. November 1650 wurde er zunächst in Westminster Abbey beigesetzt, ehe sein Leichnam nach der Stuart-Restauration exhumiert und in einer Grube auf dem Gelände der benachbarten St Margaret’s Church umgebettet. Sein Seitenwechsel vom Loyalisten des Königs hin zu Cromwells Parteigängern brachte ihm zahlreiche erbitterte Feinde.

## Textausgaben und Übersetzungen
- Birger Backhaus: Das Supplementum Lucani von Thomas May. Einleitung, Edition, Übersetzung, Kommentar. Wissenschaftlicher Verlag Trier, Trier 2005, ISBN 3-88476-741-0.